# Moa Molander Kristiansen
Moa Emilia Molander Kristiansen, född 17 januari 1995 i Stora Tuna är en svensk före detta längdskidåkare. Hon tävlade för Falun-Borlänge SK och har varit med och tagit SM-brons i stafett 2018, kommit på tionde plats i U23-VM, sjätte plats i Skandinaviska cupen och åttonde plats i SM. Den 5 januari 2019 blev hon bästa svenska i 10 km klassisk stil i Tour de Ski i Val di Fiemme när hon kom i mål på nionde plats. Den 17 december 2018 ledde hon den svenska seniorcupen Volkswagen cup efter tävlingar i Östersund, som även var deltävling i Skandinavisk cup.
Hon avslutade karriären 2021 och utbildar sig nu till läkare.